# Wielka Wieś (rejon ignaliński)
Wielka Wieś (lit. Didžiasalis) – wieś na Litwie, w okręgu uciańskim, w rejonie ignalińskim, w gminie Ignalino.

## Historia
W czasach zaborów wieś włościańska w gminie Zabłociszki, w powiecie święciańskim, w guberni wileńskiej Imperium Rosyjskiego. W 1866 roku miała 128 mieszkańców w 14 domach. Należała do dóbr Zabłociszki, własność Wejhertów. W 1905 roku liczyła 207 mieszkańców, 283 dziesięciny.
W dwudziestoleciu międzywojennym wieś leżała w Polsce, w województwie wileńskim, w powiecie święciańskim, w gminie Kołtyniany.
W 1931 w 37 domach zamieszkiwało 215 osób.
Od 1945 roku w Litewskiej Socjalistycznej Republice Radzieckiej.
Od 1990 na niepodległej Litwie.